# Stazione di Arenzano
La stazione di Arenzano è una fermata ferroviaria posta sulla linea Genova-Ventimiglia. Serve il comune di Arenzano nella Città metropolitana di Genova.

## Storia

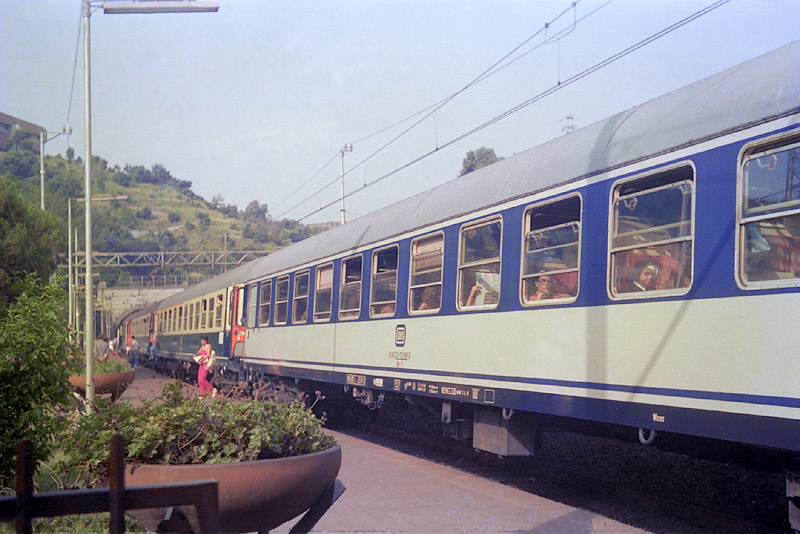
Il Diretto 246 in sosta sul primo binario nel 1983

La prima stazione di Arenzano fu attivata il 25 maggio 1868, all'apertura del tronco da Voltri a Savona della linea Genova-Ventimiglia.
Il 1º settembre 1916 venne attivato l'esercizio a trazione elettrica, a corrente alternata trifase; essa venne sostituita dalla corrente continua nel maggio del 1964.
La nuova stazione fu aperta, più a monte rispetto alla precedente, il 23 ottobre 1968, con il raddoppio su nuova sede della tratta da Voltri a Cogoleto; venne declassata a fermata il 12 dicembre 2003.

## Strutture e impianti

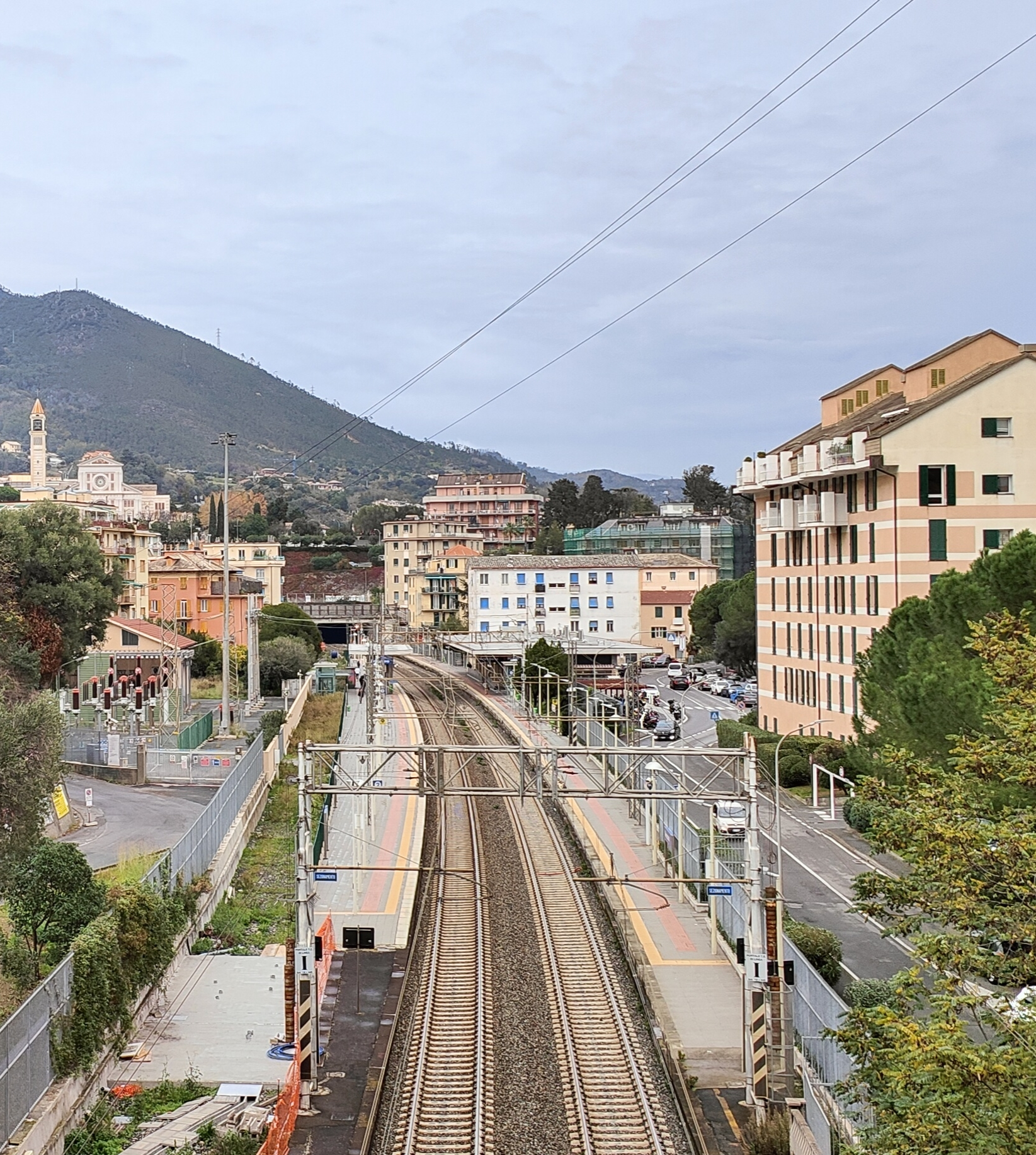
La fermata vista dall'alto con la sottostazione elettrica a sinistra

L'impianto dal 1º Luglio 2001 è gestito da Rete Ferroviaria Italiana società del gruppo Ferrovie dello Stato Italiane.
Inizialmente costruito come stazione, disponeva di 3 binari passanti, nonché di un raccordo con l'adiacente sottostazione elettrica ed un tronchino; a seguito della trasformazione in fermata rimasero attivi i soli binari 1 e 2, collegati tramite sottopasso pedonale. A marzo 2018, sono terminati i lavori per l'innalzamento del marciapiede a servizio del secondo binario e la rimozione del binario 3. Con l'occasione, la stazione è stata rimodernata; sono stati installati nuovi monitor di ultima generazione, i sottopassaggi sono stati ristrutturati, l'annuncio sonoro non è più effettuato da voce manuale ma da "Roberto Oddcast automatico" e sono stati ristrutturati anche i servizi igienici.

### Accessibilità
La stazione è dotata complessivamente di due binari a servizio dei viaggiatori con relative banchine.
La stazione è dotata dei seguenti servizi per l'accessibilità:
- Stazione con servizio di assistenza alle persone con disabilità e a ridotta mobilità "Sala Blu RFI";
- Presenza di sistemi di informazione al pubblico sonori;
- Presenza di sistemi di informazione al pubblico visivi;
- Presenza di servizi igienici accessibili;
- Presenza di parcheggi con posti riservati;
- Percorso senza barriere (in piano e/o con rampa) fino al binario: 1;
- Percorso senza barriere, con ascensore, fino al binario: 2;
- Marciapiede rialzato per salire/scendere dai treni in arrivo/partenza al binario: 1 e 2.

## Movimento
La fermata è servita dai treni regionali, regionali veloci svolti da Trenitalia nell'ambito del contratto di servizio stipulato con la Regione Liguria.
Viene operata da Trenord una coppia di treni regionali della relazione Taggia Arma-Milano, Ventimiglia-Bergamo, Ventimiglia-Gallarate, circolanti nei Sabati e festivi dal 11 Giugno al 24 Settembre

## Servizi
La stazione, che RFI la classifica di categoria silver, dispone di:
- Biglietteria a sportello
- Biglietteria automatica
- Sala d'attesa
- Servizi igienici
- Bar

## Interscambi
- Stazione taxi
- Fermata autobus[11]